# دوسيتاكسيل
دوسيتاكسيل (بالإنجليزية: Docetaxel)‏ علاج كيميائي مضاد للانقسام الخلوي
يباع دواء دوسيتاكسيل تحت اسم العلامة التجارية (تاكسوتير) مضاد وعلاج كيميائي العديد من أنواع السرطانات.وهذا يتضمن سرطان الثدي، الرأس والرقبة، وسرطان الرئة ذو الخلايا الكبيرة. واستخدم هذا الدواء لفترة طويلة بحد ذاته عن طريق حقنات تعطى بشكل بطيء داخل الوريد.

## الآثار الجانبية
الآثار الجانبية الشائعة لإستخدام هذا الدواء:
- تساقط الشعر .
- انخفاض عدد خلايا الدم.
- تخدر الجسم
- اختناق في الجهاز التنفسي.
- تقيؤ، الآلام في العضلات.
- وهنالك جوانب أخرى مثل:الحساسية، وتوقعات لحدوث مرض السرطان.

وكما أن المشكلة الأكثر المتداول ذكره بين الناس من آثاره هي مشكلة الكبد ،التي تحدث خلال فترات الحمل وقد تؤذي الجنين.
دواء (دوسيتاكسل) هو علاج للأدوية المستخدمة كاملة والتي تعمل واضطراب في وظيفة ل(ميكرونيول)بشكلها الطبيعي والتي توقف عمل تقسيم الخلايا.
أنتج دواء (دوسيتاكسل) عام 1986.وطور استخدامه عام 1986.وهذا في منظمة الصحة العالمية لتطوير الأدوية الأكثر فعالية وآمنة كانت من ضمن الأدوية اختيرت والتي احتاجها النظام الصحي.
دواء(دوسيتاكسيل)دواء متوفر في أنحاء العالم.وتبلغ تكلفته الإجمالية في العالم النامي حول 15.15 دولارا أمريكيا إلى 87.37 دولارا أمريكيا بسعة 80 بالمجمل. وهذه الجرعة (NHS) في المملكة المتحدة تكلف حول 454053 €.

## استخدامات الطبية

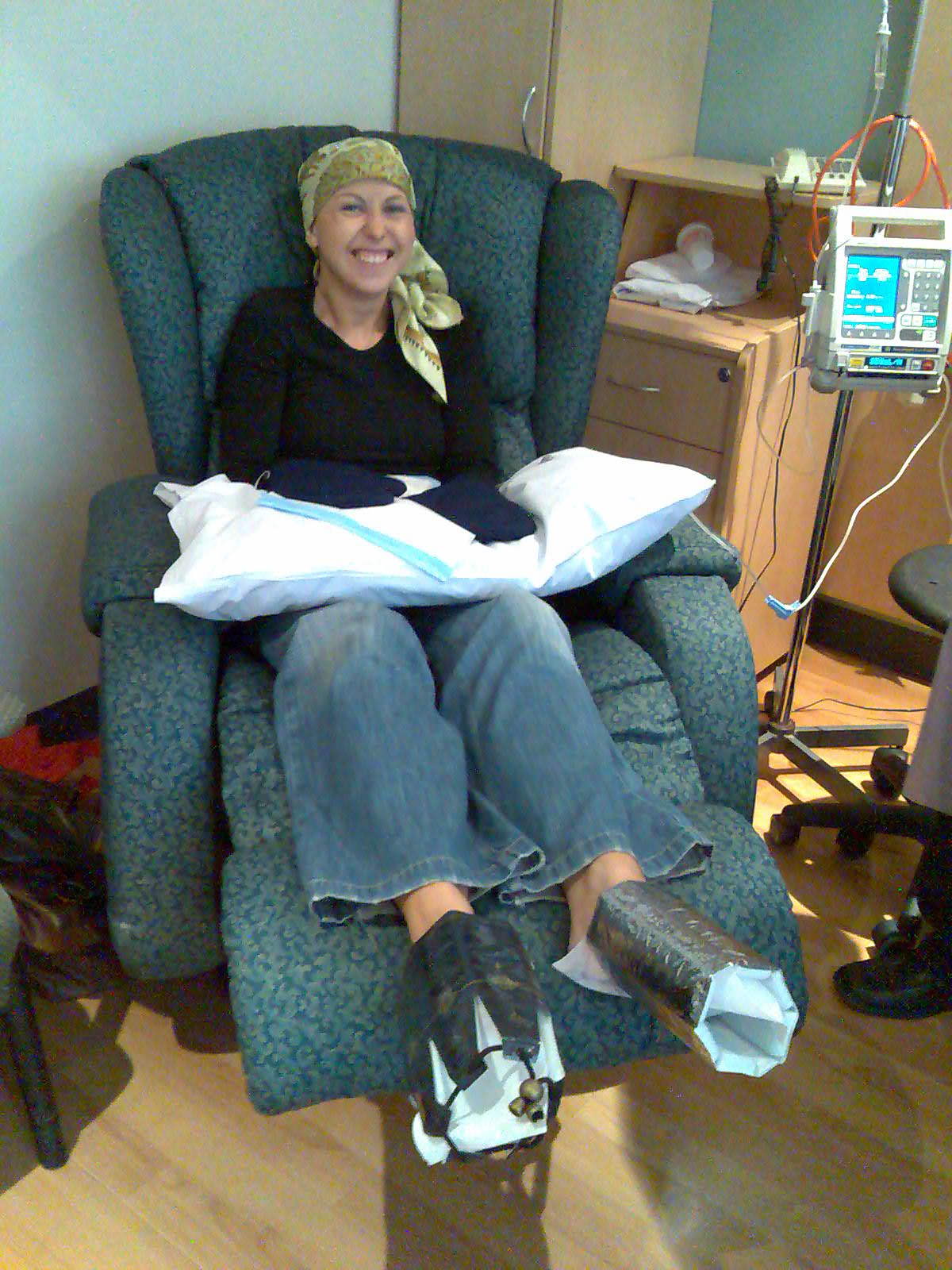
امرأة تعالج بالعلاج الكيميائي لسرطان الثدي. يتم وضع القفازات الباردة ومبردات النبيذ على يديها وقدميها لمنع الآثار الضارة على الأظافر.

استخدم دواء (دوسيتاكسل)للعديد من أنواع السرطانات من ضمنها سرطان الثدي،سرطان الرئة ،بروستات المعده، الرأس والرقبة،سرطان المبيض.
كما أظهرت البيانات السريرية أن دوسيتاكسيل له نشاط سام لخلايا المعدة والكبد والكلى والعنق والرقبة وسرطان الجلد.كما ساعد هرمون سرطان البروستات المعهد على تحسين العمر المتوقع ونوعية الحياة بشكل عام.لا يزال تحديد الجرعة الأمثل غير مؤكدة. ولكن معظم الدراسات وجدت اعداد كبيرة في وفيات إما بعد ثلاثة أسابيع أو أسبوع واحد من الجدول الزمني للإدارة. وفي الوقت الحالي للإدارة الإسبوعية لعلم العقاقير السريرية عام 2010. وضعت جدول متدرج لحزمة (دوسيتاكسيل) رسميا توضح فيه جدولها كل ثلاثة أسابيع.